# Шаваріпа
Шаваріпа – індійський махасіддха, утримувач лінії Махамудри, що йде від вчителя Сарахи; учень махасіддхи Нагарджуни, гуру учителя Майтріпи. Його також називають Шаварі, Шабарі, Шабаріпа, Саварі, Саваріпа, Шавара, Шабара, Шаварішвара. Тибетцям він відомий як Рітопа або Рітопа Ванчуг, що в перекладі означає «Бог Самітників».

## Біографія
Шаваріпа народився в сім'ї бенгальських акторів в кінці 10 століття (згідно з іншими джерелами – приблизно в 657 році). Він був одним із двох синів, (також у сім’ї було дві доньки), і в подальшому став співаком та танцюристом.
Шаваріпа зустрів свого вчителя – Нагарджуну, коли останній перебував в усамітненні в Бенгалії. Хоча Шаваріпа був ще дитиною, однак попросив духовних настанов. Нагарджуна дав йому абхішеку Чакрасамвари разом з детальними настановами з методу практики. Потім він сказав Шаваріпі, що якщо той буде практикувати медитацію Чакрасамвари та слідуватиме вченню дох (спонтанні духовні пісні махасіддхів) Сарахи, то зможе досягнути пізнання кінцевої реальності. Згідно з настановами, Шаваріпа розпочав медитативне усамітнення на Шрі-Парваті (священна гора та печера, останнє місце перебування Сарахи) і там досягнув повної реалізації Махамудри. Його головним учнем став Майтріпа. 

## Альтернативна легенда
Існує також інша, овіяна легендами, історія реалізації Шаваріпи. Згідно з нею, Шаваріпа був вправним мисливцем і проживав на горі Вікрама в горах Манда. Він вбивав тварин та їв їх м'ясо. Одного разу на нього звернув увагу Ченрезіг і сповнився співчуття. Він набув форми мисливця і маючи при собі одну єдину стрілу з'явився перед Шаваріпою. 
-	Скільки оленів ти збираєшся вбити однією стрілою? – здивувався той.
-	Я можу вбити триста, - відповів Ченрезіг.
Наступного дня вони пішли на велику луку, на якій паслося стадо із п'ятиста оленів. Шаваріпа не знав, що то ілюзія і запитав: «Ну і скількох з них ти вб'єш своєю стрілою?». «Думаю, що можу всіх» - відповів Ченрезіг. Шаваріпа розсміявся і мовив: «Пожалій оленів, вбий лише сотню». Бодхісаттва вистрілив і вбив сто оленів, гордість мисливця була зломлена. Коли вони повернулися до хижі, Шаваріпа попросив навчити його так володіти однією стрілою. За це бодхісаттва попросив Шаваріпу відмовитися від споживання м'яса на місяць. За тиждень Ченрезіг повернувся і поцікавився в мисливця, що він їв. «Ми з дружиною їли лише фрукти» - відповів той. Тоді бодхісаттва запропонував їм робити медитацію співчуття до всіх живих істот. За місяць Ченрезіг знову повернувся, розклав перед подружжям квіти і зробив мандалу. Там вони побачили вісім величезних областей аду та себе в ньому. Шаваріпа і його дружина попросили Ченрезіга дати їм спосіб врятуватися від цього. Тоді бодхісаттва навчив їх Дхармі. Він показав їм результати десяти шкідливих дій та плоди десяти чеснот. Після цього Шаваріпа відчув відразу до сансари і непорушну віру у вчення Будди. Протягом наступних дванадцяти років він практикував у медитації велике співчуття поза образами і концепціями та здобув сіддхи Махамудри. Після цього Шаваріпа повернувся на батьківщину. Своїх учнів він навчав за допомогою поезії та символів. 